# Saaya
Saaya (Tłumaczenie: "Cień", angielski tytuł: "Shadow", niemiecki: "Saaya – Schatten der Sehnsucht") – bollywoodzki film z 2003 roku wyreżyserowany przez Anuraga Basu, autora Murder, Tumsa Nahin Dekha, Gangster i Życie w... metropolii. W rolach głównych John Abraham, Tara Sharma i Mahima Chaudhry. Film jest indyjskim remakiem hollywoodzkiego "Dragonfly" (2002 z Kevin Costnerem).

## Fabuła
Dr Akash Bhatnagar (John Abraham) jest bardzo szczęśliwy w małżeństwie z Mayą (Tara Sharma). Oprócz głębokiej miłości łączy ich też wspólna pasja. Maya traktuje swój zawód lekarza jako powołanie, służenie najbiedniejszym. Mimo tego, że spodziewa się dziecka, decyduje się jechać na granicę Indii z Birmą, aby pomagać ocalonym z powodzi. Akash odradza jej ten wyjazd, boi się o nią. Jego obawy okazują się słuszne. Autobus, którym Maya wraca z powodzianami, spada w przepaść. Ciała jej nie udaje się odnaleźć. Zrozpaczony Akash nie może pogodzić się z jej śmiercią. Widzi ją, słyszy poprzez pacjentów, którzy przeżyli śmierć kliniczną, próbuje zrozumieć, co Maya mu chce przekazać zza światów. To, czego doświadcza, przeczy temu, jak dotychczas rozumiał życie. Był przekonany, że cokolwiek jest, jest tylko tu, to, co zyskujemy, bądź tracimy, jest tylko tu. Tam niczego nie ma! Teraz jego serce musi przyjąć, że albo nie ma Mayi, albo jest Bóg, w którego obecności w tajemniczy sposób żyje jego ukochana żona...

## Obsada
- John Abraham – Dr. Akash "Akki" Bhatnagar
- Tara Sharma – Maya A Bhatnagar
- Mahima Chaudhry – Tanya
- Zohra Sehgal – siostra Martha
- Rajendranath Zutshi – Moses

## Muzyka
1. Aye Meri Zindagi (Sad)
2. Aai Jo Teri Yaad (Female)
3. Seena Pada (Male)
4. Aye Meri Zindagi (Female)
5. Kabhi Khushboo
6. Har Taraf
7. Seena Pada (Female)
8. Aye Meri Zindagi, tu mere saath hain (Male)
9. Aai Jo Teri Yaad (Male)
10. Dil Chura Liya – Udit Narayan, Alka Yagnik
11. O Satiya